# John L. Lewis
John Llewellyn Lewis (12 février 1880 - 11 juin 1969) est un syndicaliste américain qui fut le président de l'United Mine Workers of America de 1920 à 1960, et le président du Congrès des organisations industrielles de 1935 à 1940.